# Alexander Ver Huell
Alexander Willem Maurits Carel Ver Huell také Verhuell nebo VerHuell (7. března 1822 Doesburg – 28. května 1897 Arnhem) byl nizozemský ilustrátor a spisovatel. 
Byl synem Quirijna Mauritse Rudolpha Ver Huella a jkvr. Christiny Louisy Johanny Hester de Vaynes van Brakellové, akvarelistky. I když vyrůstal v Rotterdamu, prázdniny trávil u svých prarodičů v Doesburgu.
V roce 1840 odešel studovat práva do Leidenu, kde 25. dubna 1848 získal doktorát. Po studiích našel bydlení v Arnhemu. Jako kreslíř se prosadil vydáním řady sbírek, vtipných skečů a ilustrací Johanna Kneppelhouta pod významným, ale neméně mylně čteným pseudonymem O. Veralby. V roce 1872 u příležitosti 300. výročí dobytí Brielle daroval obci Brielle velké množství historických leptů z období osmdesátileté války.
V roce 1897 odkázal celý svůj majetek obci Arnhem a položil tak základ pro sbírku Muzea moderního umění v Arnhemu.

## Dílo
- Schetsen met de pen (Amsterdam 1853–1861)
- De mensch op en buiten de aarde: gedachten over ruimte, tijd en eeuwigheid (Amsterdam 1855)
- Volk en kunst (Amsterdam 1862)
- Cornelis Troost en zijne werken (Arnhem 1873)
- Jacobus Houbraken et son œuvre (Arnhem 1875)
- Články ve sbornících, časopisech a novinách.